# Postgeschichte und Briefmarken der Vereinigten Arabischen Emirate
Die Postgeschichte der Vereinigten Arabischen Emirate umfasst drei Phasen. Von 1909 bis 1963 wurde der gesamte Postdienst über ein einziges britisch-indisches, später britisches Postamt in Dubai abgewickelt, von 1964 bis 1972 übten die sieben Emirate ihre eigene Posthoheit aus und ab 1973 existiert ein einheitlicher Postdienst für das gesamte Land. Bis 1959 war die Wertangabe der Briefmarken die in der Golfregion verwendete Indische Rupie, von 1959 bis 1966 galt die Golf-Rupie, die von der Reserve Bank of India herausgegeben wurde, ab 1966 war der Wert der Briefmarken in Katar-Riyal angegeben, ausgenommen Abu Dhabi, das den Bahrain-Dinar verwendete, und seit Januar 1973 tragen die Briefmarken eine Wertangabe in VAE-Dirham.

## Auslandspostamt in Dubai

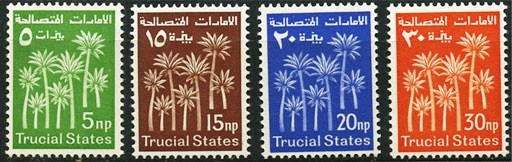
Briefmarken für das britische Postamt in Dubai, Wertangabe in Naye Paise, der Untereinheit der Golf-Rupie

Am 19. August 1909 wurde ein britisch-indisches Auslandspostamt in Dubai eröffnet, das für den gesamten Postdienst in den damals unter britischem Protektorat stehenden Emiraten zuständig war. Verwendet wurden Briefmarken Britisch-Indiens ohne weitere Kennzeichnung. Nach der Unabhängigkeit Indiens im Jahre 1947, wurde der Postdienst neu organisiert, das Postamt in Dubai wurde der britischen Post in Maskat (Oman) unterstellt, es wurden britische Marken mit Wertaufdruck in Rupien verwendet, die auch in Maskat in Gebrauch waren.
Am 7. Januar 1961 gelangte eine aus 11 Werten bestehende Serie von Briefmarken mit dem Landesnamen Trucial States in Dubai zum Verkauf. Zu diesem Zeitpunkt war das Postamt in Dubai immer noch das einzige Postamt auf dem heutigen Territorium der Vereinigten Arabischen Emirate, hier wurde das gesamte Postaufkommen der übrigen Emirate gesammelt und weitergeleitet. Die bei Harrison & Sons in High Wycombe gedruckten Briefmarken blieben bis zum 14. Juni 1963 in Gebrauch, danach erhielten die sieben Emirate ihre Posthoheit mit dem Recht eigene Briefmarken zu verausgaben, sie blieben aber bis 1966 vertraglich mit der Royal Mail verbunden.

## Ausgaben der einzelnen Emirate
Als zweiter Postdienst auf dem Gebiet der Vereinigten Arabischen Emirate wurde am 30. März 1963 ein Postamt in Abu Dhabi eröffnet, das für ein Jahr die Briefmarken von Maskat verwendete. Am 30. März 1964 gelangten die ersten Marken mit dem Landesnamen Abu Dhabi an die Postschalter. Abu Dhabi verfolgte eine sparsame Ausgabepolitik bei seinen Briefmarken, bis August 1972 erschienen 95 verschiedene Marken; die letzte Serie war mit der Abkürzung UAE (für United Arab Emirates) überdruckt und einige Werte wurden auch von anderen Emiraten verwendet.
Im Gegensatz zu Abu Dhabi pflegten die übrigen Emirate eine exzessive Ausgabepolitik bei ihren Briefmarkenausgaben, die ihnen in Philatelistenkreisen den Titel „Raubstaaten“ einbrachte. Diese Briefmarken wurden von europäischen und US-amerikanischen Agenturen produziert und in großen Mengen ohne Umweg über das Ausgabeland in den Handel gebracht. Einige Emirate hatten mit mehreren Agenturen zeitgleich Lieferverträge abgeschlossen, hinzu kamen auch Ausgaben für die kleinen Exklaven Manama und Khor Fakkan, letztere Ausgaben wurden allerdings bereits 1969 wieder eingestellt. Besonders in den Monaten zwischen der Unabhängigkeit der Vereinigten Arabischen Emirate (2. Dezember 1971) und der Kündigung aller Agenturverträge zum 31. Juli 1972 schwoll die Ausgabenflut auf seitdem von keiner Postverwaltung mehr erreichte Rekordhöhen. Bei vielen Ausgaben ist umstritten, ob sie noch vor dem 31. Juli auf den Markt kamen, ihre Anerkennung wurde von den Postverwaltungen der Emirate in einigen Fällen verweigert.
Folgende Tabelle gibt einen Überblick über Anzahl der bisher (Stand: Michel-Katalog 2006) katalogisierten Briefmarken der einzelnen Emirate:
| Postgebiet     | Erste Ausgabe | Anzahl katalogisierter Briefmarken | Briefmarkenblocks | Porto- und Dienstmarken | Bild |
| Abu Dhabi      | 30. März 1964 | 95                                 | -                 | -                       |      |
| Adschman       | 20. Juni 1964 | 2995                               | 531               | 18                      |      |
| Manama         | 5. Juli 1966  | 1255                               | 240               | -                       |      |
| Dubai          | 15. Juni 1963 | 416                                | 50                | 14                      |      |
| Fudschaira     | 22. Sep. 1964 | 1545                               | 207               | 18                      |      |
| Ra’s al-Chaima | 21. Dez. 1964 | 905                                | 148               | -                       |      |
| Schardscha     | 10. Juli 1963 | 1400                               | 157               | 9                       |      |
| Khor Fakkan    | 20. März 1965 | 226                                | 21                | -                       |      |
| Umm al-Qaiwain | 29. Juni 1964 | 1704                               | 95                | 18                      |      |

## Vereinigte Arabische Emirate

Briefmarke der VAE von 1986

In den seit dem 2. Dezember 1971 von Großbritannien unabhängigen Vereinigten Arabischen Emiraten behielten die einzelnen Emirate zunächst ihre Posthoheit. Erst ab dem 1. Januar 1973 wurde ein gemeinsamer Postdienst für den Gesamtstaat mit einheitlichen Briefmarkenausgaben geschaffen und am 30. März 1973 wurde der neue Staat Mitglied im Weltpostverein. Seitdem ist das Ausgabenprogramm der Post sparsam mit vorwiegend landesbezogenen Darstellungen von Flora, Fauna, Kultur und Politik der Emirate. Die 2013 aus der Verschmelzung der Emirates Post mit anderen Dienstleistern hervorgegangene Emirates Post Group betreibt landesweit 115 Postämter (Stand: Januar 2014).